# 程苏
程苏（1954年—），河北辛集人，汉族，中华人民共和国政治人物、第十二届全国人民代表大会青海地区代表。
毕业于青海师范大学外语系英美文学专业。加入中国民主同盟。担任民盟青海省委专职副主委兼秘书长。2008年起担任全国人大代表。2013年，担任全国人大代表。